# 미나미쿠다라촌
미나미쿠다라촌(일본어: 南百済村)은 일본 오사카부 히가시나리군에 있던 촌이다. 현재의 오사카시 히가시스미요시구 니시이마카와의 남부, 나카노, 하리나카노, 유사토, 다카아이, 나가이 공원의 동부에 대체로 해당한다

## 역사
- 1889년 4월 1일 - 정촌제 시행에 의해 스미요시군 미나미쿠다라촌이 성립하였다.
- 1896년 4월 1일 - 군 통합에 의해 히가시나리군으로 이관되었다.
- 1925년 4월 1일 - 제2차 시역 확장에 의해 오사카시에 편입해 스미요시구가 되어, 동일 미나미쿠다라촌은 폐지되었다.
- 1943년 4월 1일 - 분구에 의해 히가시스미요시구가 되었다.

## 교통

### 철도
- 난카이 전기철도
  - 히라노선
- 오사카 철도
  - 본선 (현: 긴테쓰 미나미오사카선)

현재는 위의 역 외에 오사카 메트로 다니마치선 고마가와나카노역이 있지만, 당시에는 미개업 상태였다. 또한 현재는 난카이 히라노선은 폐선되었다. 

### 도로
현재는 한신고속 14호 마쓰바라선이 구촌지역을 통과하지만 당시에는 미개통 상태였다.

## 참고문헌
- 『東成郡誌 下巻』（1923年 東成郡役所編集 / 1973年 復刻版 株式会社名著出版）
- 『東住吉区史』